# Pseudocarorita thaleri
Pseudocarorita thaleri là một loài nhện trong họ Linyphiidae.
Loài này thuộc chi Pseudocarorita. Pseudocarorita thaleri được Michael Ilmari Saaristo miêu tả năm 1971.